# Kościół św. Jana Chrzciciela w Pawłowicach (powiat pszczyński)
Kościół św. Jana Chrzciciela – rzymskokatolicki kościół parafialny w Pawłowicach w powiecie pszczyńskim.

## Historia
Przypuszcza się, że pierwszy drewniany kościół został wybudowany między XIII a XIV wiekiem. Według niektórych historyków sztuki rozebrano go w 1611 roku i przeniesiono do Golasowic, gdzie spłonął w 1974 roku.
Budowę nowego murowanego kościoła zawdzięcza się staraniom pochodzącego z Pawłowic biskupa ołomunieckiego ks. Stanisława Pawłowskiego. 16 czerwca 1594 przyszli inwestorzy kościoła zostali wezwani przez biskupa Stanisława do zgromadzenia potrzebnych materiałów na budowę, którą planowano rozpocząć wiosną następnego roku. Prace budowlane zakończono w 1596 roku. 31 lipca lub 1 sierpnia bp S. Pawłowski poświęcił nowy kościół, który otrzymał wezwanie Św. Jana Chrzciciela. Konsekrację przeprowadzono jednak dopiero w 1696 roku. Kościół posiadał oryginalne schody na chór, wyciosane z jednej kłody drewna i umieszczone w baszcie, przystawionej do zewnętrznej ściany kościoła.
W 1788 roku proboszczem został ks. Karol von Kloch. Jego staraniem wzniesiono nowe probostwo, którego budowę ukończono w 1830 roku. Kolejne probostwo budowano w latach 1906/7. 
W marcu 1945 roku wycofujący się niemiecki oddział wysadził w powietrze kościół. Ocalało jedynie prezbiterium wraz z XVI-wieczną polichromią przedstawiającą fundatorów kościoła – księcia cieszyńskiego Adama Wacława i biskupa Stanisława Pawłowskiego. W Wielkanoc 1 kwietnia tego samego roku w ruinach kościoła została odprawiona Msza św. W latach 1945–1946 kościół odbudowano, ale bez wieży. Podczas wysadzenia wieży w 1945 roku zniszczone zostały znajdujące się w niej 3 dzwony. Z pozostałego po nich materiału wykonano nowe dzwony, które zawieszono na konstrukcji zbudowanej za ogrodzeniem cmentarza. W 1993 roku, kiedy proboszczem był ks. Gerard Wochnik, odbudowano wieżę. Obraz w głównym ołtarzu został uszkodzony w czasie wojny, na jego miejscu umieszczony nowy, przedstawiający chrzest Jezusa, autorstwa malarza z Pawłowic, Wiktora Barczyńskiego.